# Lariniaria
Lariniaria és un gènere d'aranyes de la família Araneidae. Fou descrita el 1970 per Grasshoff. A data de 2017, només conté una espècie, Lariniaria argiopiformis, localitzada a la Rússia, Xina, Corea i el Japó.